# 王立之
王立之，西夏末期官员。
王立之西夏在官至精方匦匣使。夏末帝宝义二年（金哀宗正大四年、1227年），他出使金朝，没有回去复命，西夏已经亡于蒙古。金哀宗下诏把他安置在京兆府，充宣差弹压主管西夏降户。八月初五，他的妻儿老小三十余口抵达环州，金哀宗让他们与王立之团聚。王立之说自己的祖居在申州，请求不出仕为官，回到申州居住。金哀宗让他以本官居申州，主管唐邓申裕等处西夏降户，归属唐邓总帅府节制。给上田千亩，牛具农作。蒙古灭金后，不知所终。